# Пуглед-при-Мокроногу
Пуглед-при-Мокроногу (словен. Pugled pri Mokronogu) — поселення в общині Мокроног-Требелно, регіон Південно-Східна Словенія, Словенія.